# Meningslöst liv(e)
Meningslöst liv(e) är ett livealbum av Strebers från 2001. Albumet spelades in under gruppens återföreningsturné 11-17 maj 2001 och utgavs på skivbolaget Birdnest Records.

## Låtlista
Där inte annat anges är låtarna skrivna av Strebers.
1. "39 steg"
2. "Betongbarn"
3. "Från sjunde våningen"
4. "Gud hör bön"
5. "Förtrollad"
6. "Terrorbalans"
7. "Högervindar"
8. "Ditt blod mitt blod"
9. "Blod svett & tårar"
10. "Midsommarvisa"
11. "Betongens kungar"
12. "Kärleksmissiler"
13. "Maskiner"
14. "2 skott"
15. "Flickan & kråkan" (Mikael Wiehe)
16. "Balladen om lilla Elsa"
17. "Ung & arg"

## Mottagande
Tidningen Dagens Arbete rosade skivan och kallade den en "slagkraftig live-upptagning".